# Ewa Jasińska-Zubelewicz
Ewa Jolanta Jasińska-Zubelewicz (ur. 1 stycznia 1948 w Milejczycach, zm. 3 lipca 2016 w Warszawie) – polska toksykolog, specjalistka w zakresie ergonomii, doktor nauk przyrodniczych.

## Życiorys
Córka Kazimierza i Kazimiery. Ukończyła Liceum Ogólnokształcące im. Komisji Edukacji Narodowej w Siemiatyczach, a następnie przeprowadziła się do Warszawy i studiowała na Wydziale Farmacji Akademii Medycznej. Po uzyskaniu magisterium kontynuowała naukę na studiach doktoranckich na Wydziale Lekarskim, w 1978 przedstawiła i obroniła doktorat przygotowany pod kierunkiem prof. Henryka Kirschnera uzyskując tytuł doktora nauk przyrodniczych. Rozpoczęła pracę w Zespole Ergonomii Zakładu Socjologii Przemysłu w Politechnice Warszawskiej, ukończyła prowadzone przed prof. Jana Kanię Studium Podyplomowe BHP, a następnie została wykładowcą fizjologii pracy, toksykologii, a następnie zagrożeń biologicznych i ergonomii. Od 1990 kierowała Podyplomowym Studium Ergonomii i Bezpieczeństwa Pracy Politechniki Warszawskiej, od 1997 kierowała Studium Podyplomowym Pedagogiki Ochrony Pracy dla absolwentów studium.
W 2000 odznaczona Złotym Krzyżem Zasługi.
Pochowana na cmentarzu w Pyrach.